# Johntá Austin

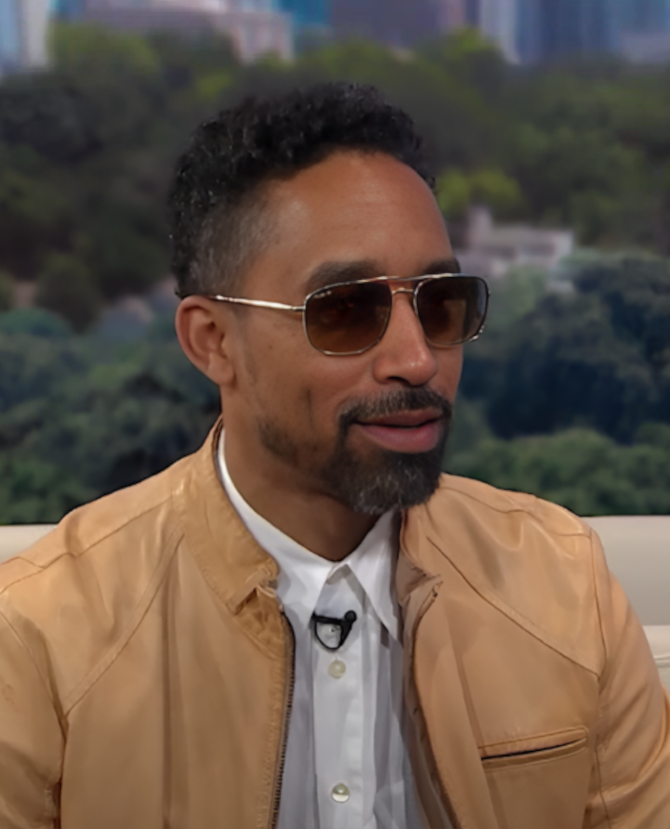
Johntá Austin nel 2019

Johntá Austin (Atlanta, 28 giugno 1981) è un cantante, rapper e produttore discografico statunitense.

## Biografia
Nato ad Atlanta, da bambino ha partecipato alle trasmissioni televisive Kid's Beat e The Arsenio Hall Show. Il primo accreditamento professionale è rappresentato come autore dal singolo Can't Be Wasting My Time, brano di Mona Lisa del 1996. Ha collaborato in diverse vesti (autore, produttore, cantante) con Mariah Carey (The Emancipation of Mimi), Mary J. Blige, Monica, Chris Brown, Marques Houston, Bow Wow, Tamia, Jennifer Hudson e altri artisti. Spesso ha collaborato con Bryan-Michael Cox, Jermaine Dupri e il duo norvegese Stargate.

## Discografia

### Album in studio
- 2008 - Ocean Drive
- 2019 - Love, Sex, Religion

### EP
- 2012 - Love

### Singoli
- 2005 - Lil' More Love
- 2005 - Dope Fiend
- 2006 - Turn It Up (feat. Jermaine Dupri)
- 2007 - Video (feat. DJ Unk)
- 2008 - The One That Got Away
- 2011 - Close Your Eyes

Come artista ospite
- 2005 - Gotta Getcha (Jermaine Dupri feat. Johntá Austin)
- 2006 - Shortie Like Mine (Bow Wow feat. Johntá Austin e Chris Brown)
- 2006 - Outta My System (Bow Wow feat. Johntá Austin e T-Pain)
- 2009 - You Can Get It All (Bow Wow feat. Johntá Austin)
- 2010 - Shawty Wus Up (Dondria feat. Johntá Austin e Diamond)
- 2022 - Better Days (J.I.D feat. Johntá Austin)